# Julian Schwermann
Julian Schwermann (* 8. Juli 1999 in Sundern) ist ein deutscher Fußballspieler.

## Werdegang
Schwermann wuchs im Sunderner Weiler Brenschede auf. Der defensive Mittelfeldspieler begann seine Karriere beim sauerländischen SV Endorf und kam über den TuS Sundern in die Jugendabteilung von Borussia Dortmund. Mit Dortmunds B-Jugend wurde er in der Saison 2014/15 an der Seite von späteren Nationalspielern wie Christian Pulisic und Jacob Bruun Larsen deutscher Meister durch einen 4:0-Sieg gegen den VfB Stuttgart. Ein Jahr später wurde Schwermann mit den Dortmundern deutscher Vizemeister nach einer 0:2-Finalniederlage gegen Bayer 04 Leverkusen.
Anschließend rückte Schwermann in die A-Jugend auf und gewann mit dieser Mannschaft 2017 den deutschen Meistertitel, nachdem sich das Team im Elfmeterschießen gegen den FC Bayern München durchsetzen konnte. Darüber hinaus kam er auf elf Einsätze in der UEFA Youth League. Im Sommer 2018 rückte Schwermann in den Kader der zweiten Mannschaft von Borussia Dortmund auf, die in der viertklassigen Regionalliga West antrat.
Nach zwei Jahren folgte im Sommer 2020 der Wechsel zum Drittligaaufsteiger SC Verl, wo er am 19. September 2020 bei dem 0:0-Unentschieden beim SV Wehen Wiesbaden sein Profidebüt gab. Insgesamt absolvierte er 53 Spiele in Liga 3 für den SC Verl. Am 18. Oktober 2021 (12. Spieltag), erzielte er beim 5:3-Sieg gegen den TSV Havelse seinen einzigen Treffer. Zur Spielzeit 2022/2023 schloss sich Schwermann Alemannia Aachen in der Regionalliga West an. Im Sommer 2025 wechselte er zum SV Rödinghausen.

## Erfolge
Alemannia Aachen
- Meister der Regionalliga West: 2024
- Mittelrheinpokal-Sieger: 2024

Borussia Dortmund
- Deutscher A-Jugendmeister: 2016, 2017
- Deutscher B-Jugendmeister: 2015